# Mormanki
Mormanki är en sjö i Övertorneå kommun i Norrbotten och ingår i Torneälvens huvudavrinningsområde. Sjön har en area på 0,633 kvadratkilometer och ligger 54,1 meter över havet. Sjön avvattnas av vattendraget Lammijoki.

## Delavrinningsområde
Mormanki ingår i det delavrinningsområde (737983-184280) som SMHI kallar för Utloppet av Mormanki. Medelhöjden är 104 meter över havet och ytan är 7,26 kvadratkilometer. Det finns ett avrinningsområde uppströms, och räknas det in blir den ackumulerade arean 42,56 kvadratkilometer. Lammijoki som avvattnar avrinningsområdet har biflödesordning 3, vilket innebär att vattnet flödar genom totalt 3 vattendrag innan det når havet efter 77 kilometer. Avrinningsområdet består mestadels av skog (87 procent). Avrinningsområdet har 0,63 kvadratkilometer vattenytor vilket ger det en sjöprocent på 8,7 procent.